# Leptomenoides histrio
Leptomenoides histrio är en stekelart som beskrevs av Giordani Soika 1961. Leptomenoides histrio ingår i släktet Leptomenoides och familjen Eumenidae. Inga underarter finns listade i Catalogue of Life.